# Walter Queißner
Walter Queißner (* 5. November 1921 in Stuttgart; † 26. Februar 1997) war ein deutscher Langstreckenläufer und Sportfunktionär.

## Leben
Walter Queißner kam in Stuttgart-West zur Welt und besuchte dort später die Schloss-Realschule. 1936 trat er den Stuttgarter Kickers bei und spielte Fußball in der B-Jugend des Vereins. Jedoch konnte Queißner sich dort nicht durchsetzen und schloss sich schließlich den Leichtathleten des Vereins an. Im Juni 1940 stellte er einen deutschen Jugendrekord über 1500 Meter auf und wurde im Waldlauf württembergischer Jugendmeister. Später bestritt er drei Länderkämpfe für Württemberg. Während des Zweiten Weltkriegs kämpfte Queißner an der Ostfront und geriet dort vierzehneinhalb Jahre in Demjansk in Kriegsgefangenschaft. Mit einer Junkers Ju 52/3m wurde er schwer verwundet ausgeflogen, er tauschte seine Uniform gegen zivile Klamotten von Bauern und passierte die Grenze der Sowjetunion. Mit einem Lastkraftwagen ging es nach Stuttgart. Einer seiner ersten Gänge ging zum Kickers-Platz. 1947 lernte er seine Frau Hildegard kennen, die er 1954 heiratete. 
Von 1962 bis 1966 war Queißner Vizepräsident der Kickers, ehe er 1967 zum Präsidenten des Vereins gewählt wurde. Mit seinem Ausscheiden aus diesem Amt 1979 wurde er zum Ehrenpräsidenten der Kickers ernannt.